# Jérôme Pineau
Jérôme Pineau (Mont-Saint-Aignan, 2 januari 1980) is een Frans voormalig wielrenner. Zijn grootste overwinning behaalde hij in de Ronde van Italië 2010 in de vijfde etappe. Sinds 2018 is Pineau manager en ploegleider van de in 2020 geheten B&B Hotels-Vital Concept p/b KTM wielerploeg.

## Belangrijkste overwinningen
2001
Parijs-Mantes-en-Yvelines (beloften)
2002
Eindklassement Ronde van Normandië
2003
Polynormande
1e etappe Ronde van de Ain
2004
Clásica de Almería
1e etappe Ronde van de Ain
Eindklassement Ronde van de Ain
Parijs-Bourges
2008
Eindklassement Coupe de France
2010
5e etappe Ronde van Italië
2011
GP Jef Scherens

## Resultaten in voornaamste wedstrijden
| Jaar | Ronde van Italië | Ronde van Frankrijk | Ronde van Spanje |
| ---- | ---------------- | ------------------- | ---------------- |
| 2002 |                  | 87e                 |                  |
| 2003 |                  | 71e                 |                  |
| 2004 |                  | 27e                 |                  |
| 2005 |                  | 43e                 |                  |
| 2006 |                  | 82e                 | buiten tijd      |
| 2007 |                  | 68e                 |                  |
| 2008 |                  | 38e                 |                  |
| 2009 |                  | 88e                 |                  |
| 2010 | 58e (1)          | 66e                 |                  |
| 2011 | 84e              | 54e                 |                  |
| 2012 |                  | 112e                |                  |
| 2013 | 124e             | 159e                |                  |
| 2014 |                  | 58e                 |                  |
| 2015 | opgave           |                     |                  |

| Jaar | Milaan-San Remo | Gent-Wevelgem | Ronde van Vlaanderen | Parijs-Roubaix | Amstel Gold Race | Luik-Bast.‑Luik | Ronde van Lombardije | Waalse Pijl | Brabantse Pijl |  | WK op de weg |  | Wereldranglijsten |
| ---- | --------------- | ------------- | -------------------- | -------------- | ---------------- | --------------- | -------------------- | ----------- | -------------- |  | ------------ |  | ----------------- |
| 2002 |                 |               |                      |                |                  | opgave          |                      | 111e        |                |  |              |  |                   |
| 2003 |                 |               |                      |                |                  | opgave          |                      | 33e         |                |  |              |  |                   |
| 2004 | 60e             |               |                      |                |                  | 45e             |                      | 79e         |                |  | 32e          |  |                   |
| 2005 | opgave          |               |                      |                | 9e               | opgave          |                      | 35e         |                |  |              |  | 147e (UPT)        |
| 2006 |                 |               | 72e                  |                | opgave           | 95e             |                      | 41e         |                |  |              |  | 205e (UPT)        |
| 2007 | 59e             |               |                      |                | 74e              | 11e             |                      | 17e         |                |  |              |  | 224e (UPT)        |
| 2008 |                 |               |                      |                | 10e              | 34e             |                      | 11e         |                |  | 19e          |  | 140e (UPT)        |
| 2009 | 48e             |               |                      |                | 13e              | 13e             |                      | 59e         | ↑              |  |              |  | 174e (UWK)        |
| 2010 | 71e             | 96e           |                      |                | opgave           | 49e             |                      | 112e        | 32e            |  |              |  | 126e (UWK)        |
| 2011 | 84e             |               |                      |                | 61e              | 20e             |                      | 50e         | 9e             |  |              |  | 201e (UWT)        |
| 2012 | 48e             |               |                      |                | 71e              | opgave          | opgave               | 41e         | 44e            |  |              |  |                   |
| 2013 |                 |               |                      |                | 45e              | 27e             |                      | 61e         | 32e            |  |              |  |                   |
| 2014 |                 |               | 76e                  | opgave         | 99e              | opgave          | opgave               |             |                |  |              |  |                   |
| 2015 | 76e             |               |                      | opgave         |                  |                 |                      |             |                |  |              |  |                   |

## Ploegen

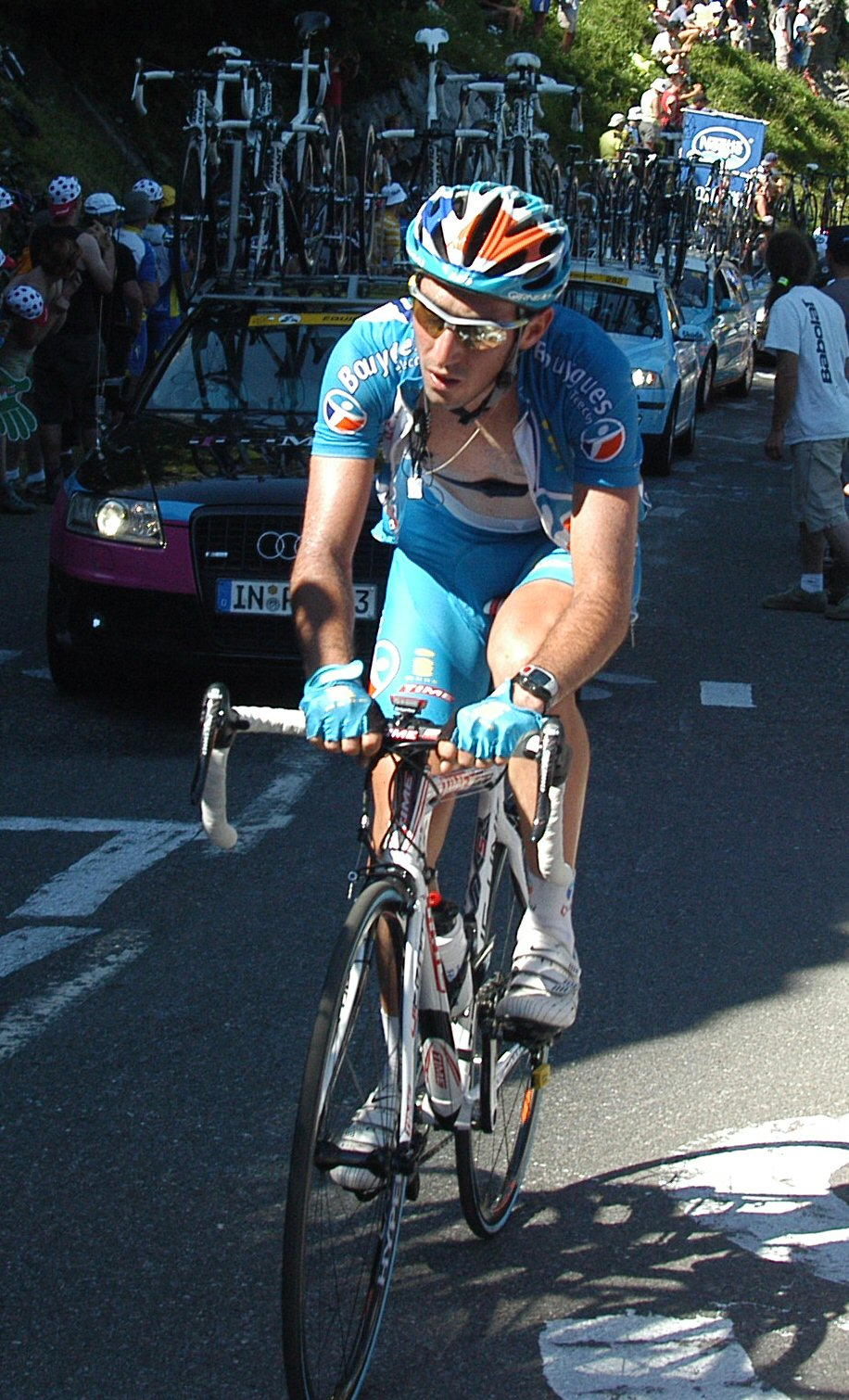
Pineau op de Col de la Colombière in de 7e etappe van de Ronde van Frankrijk 2007

2002 –  Bonjour
2003 –  Brioches La Boulangère
2004 –  Brioches La Boulangère
2005 –  Bouygues Télécom
2006 –  Bouygues Télécom
2007 –  Bouygues Télécom
2008 –  Bouygues Télécom
2009 –  Quick Step
2010 –  Quick Step
2011 –  Quick Step
2012 –  Omega Pharma-Quick Step
2013 –  Omega Pharma-Quick Step
2014 –  IAM Cycling
2015 –  IAM Cycling